# Тасиро, Юдзо
Юдзо Тасиро (яп. 田代 有三 Тасиро Ю:дзо:, род. 22 июля 1982, Фукуока) — японский футболист, нападающий клуба «Сересо Осака».

## Карьера
На протяжении своей футбольной карьеры выступал за клубы «Оита Тринита», «Саган Тосу», «Касима Антлерс», «Монтедио Ямагата», «Виссел Кобе», «Сересо Осака».

## Национальная сборная
В 2008 году сыграл за национальную сборную Японии 3 матча.

## Статистика за сборную
| Сборная Японии | Сборная Японии | Сборная Японии |
| Год            | Матчи          | Голы           |
| -------------- | -------------- | -------------- |
| 2008           | 3              | 0              |
| Итого          | 3              | 0              |

## Достижения
- Победитель Джей-лиги: 2007, 2008, 2009
- Обладатель Кука Императора: 2007
- Обладатель Кубка Джей-лиги: 2011